# Норман (Северна Каролина)
Норман (енгл. Norman) град је у америчкој савезној држави Северна Каролина.

## Демографија
По попису из 2010. године број становника је 138, што је 66 (91,7%) становника више него 2000. године.
| Група             | 2000.      | 2010.      |
| Белци             | 52 (72,2%) | 73 (52,9%) |
| Афроамериканци    | 11 (15,3%) | 27 (19,6%) |
| Азијати           | 8 (11,1%)  | 0 (0,0%)   |
| Хиспаноамериканци | 0 (0,0%)   | 33 (23,9%) |
| Укупно            | 72         | 138        |